# ’s-Gravenvoeren
’s-Gravenvoeren (fr. Fouron-le-Comte; lim. Voere, ’s-Gravenvoere) – dzielnica (deelgemeente) gminy Voeren w Belgii, w Regionie Flamandzkim, w prowincji Limburgia, w okręgu Tongeren. 1 stycznia 2020 roku liczyła 1467 mieszkańców. Do 31 grudnia 1976 samodzielna gmina.

## Demografia
Liczba mieszkańców, stan na 1 stycznia:
| Rok                | 1930 | 1947 | 1961 | 2020 |
| ------------------ | ---- | ---- | ---- | ---- |
| Liczba mieszkańców | 1294 | 1353 | 1264 | 1467 |